# McIntyre (Georgia)
McIntyre è una città degli Stati Uniti d'America, situata in Georgia, nella Contea di Wilkinson.